# Saint-Loup (Loir-et-Cher)
Saint-Loup ist eine französische Gemeinde mit 365 Einwohnern (Stand: 1. Januar 2022) im Département Loir-et-Cher in der Region Centre-Val de Loire. Sie gehört zum Arrondissement Romorantin-Lanthenay und zum Kanton Selles-sur-Cher.

## Geographie
Saint-Loup liegt etwa 17 Kilometer westnordwestlich von Vierzon am Cher und seinem Zufluss Prée. Umgeben wird Saint-Loup von den Nachbargemeinden Langon-sur-Cher im Norden, Mennetou-sur-Cher im Nordosten, Maray im Osten und Südosten, Anjouin im Süden, La Chapelle-Montmartin im Westen und Südwesten sowie Saint-Julien-sur-Cher im Westen.

## Bevölkerungsentwicklung
| 1962                       | 1968 | 1975 | 1982 | 1990 | 1999 | 2006 | 2018 |
| 223                        | 230  | 196  | 231  | 259  | 298  | 313  | 373  |
| Quellen: Cassini und INSEE |      |      |      |      |      |      |      |

## Sehenswürdigkeiten

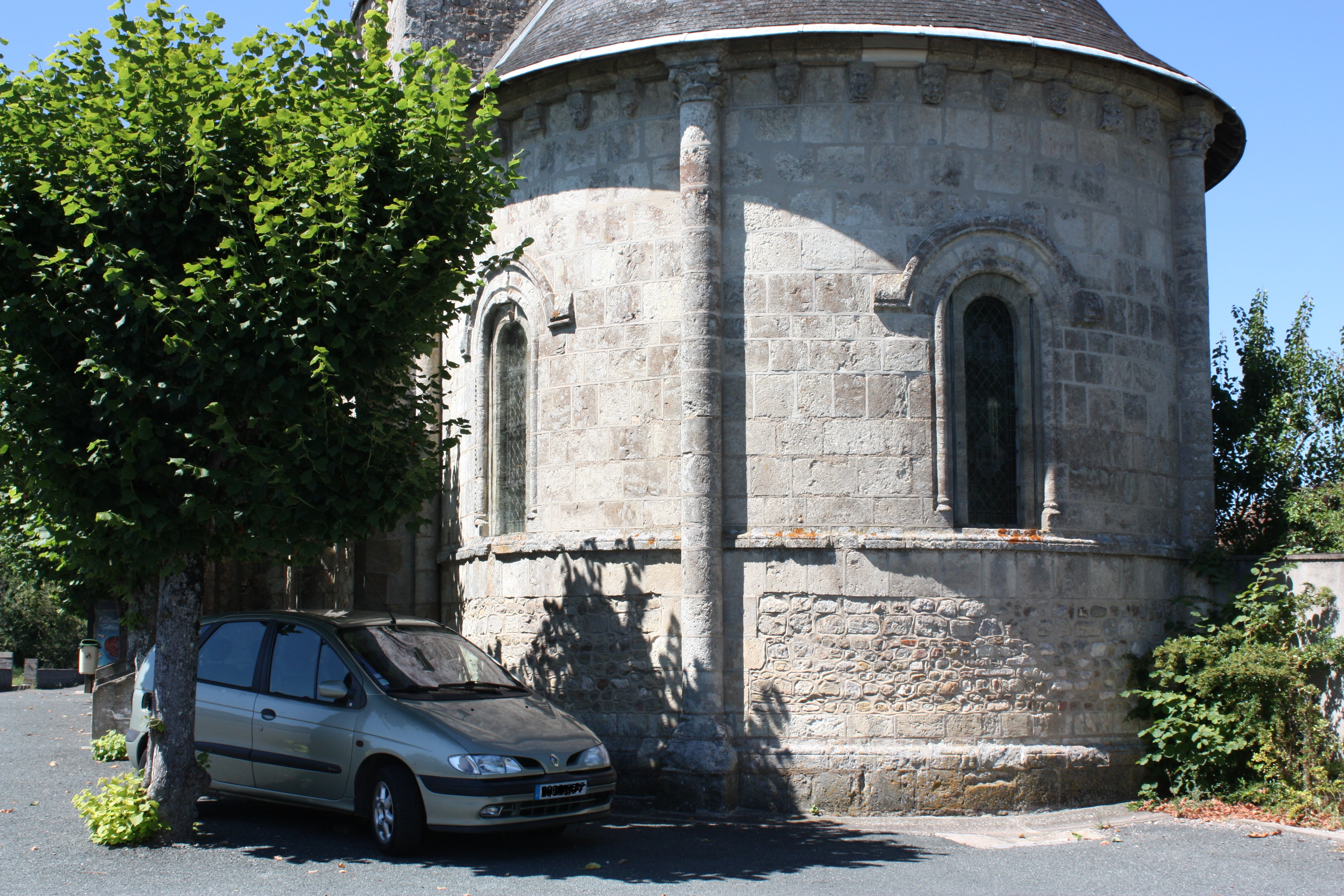
Kirche Saint-Loup

- Kirche Saint-Loup
- Schloss Le Sauveterre